# Coupe de la CAF 2003
Navigation
Édition précédente
La Coupe de la CAF 2003 est la douzième et la dernière édition de la Coupe de la CAF. 
Elle voit le sacre du Raja Club Athletic qui bat les Camerounais du Cotonsport Garoua en finale, lors de cette dernière édition de la Coupe de la CAF, qui est disputée par les vice-champions des nations membres de la CAF. Toutes les rencontres sont disputées en matchs aller et retour. C'est le premier succès en Coupe de la CAF pour le club.

## Premier tour
| Équipe 1                     | Résultat      | Équipe 2                | Aller | Retour |
| ---------------------------- | ------------- | ----------------------- | ----- | ------ |
| Saint-Michel United          | 1 - 0         | DS Antananarivo         | 0 - 0 | 1 - 0  |
| Green Buffaloes              | 3 - 2         | Express FC              | 2 - 1 | 1 - 1  |
| Clube de Desportos Maxaquene | 1 - 1e        | Black Rhinos            | 1 - 1 | 0 - 0  |
| Khartoum 3                   | 1 - 3         | SC Kiyovu Sport         | 1 - 1 | 0 - 2  |
| Ethiopian Bunna              | 0 - 1         | Al Nasr Benghazi        | 0 - 0 | 0 - 1  |
| AS Kaloum Star               | 0 - 0 4-5 tab | ASC Sonacos             | 0 - 0 | 0 - 0  |
| Étoile Filante Ouagadougou   | 2 - 7         | Raja CA                 | 2 - 3 | 0 - 4  |
| FC 105 Libreville            | 4 - 3         | Djoliba AC              | 3 - 0 | 1 - 3  |
| Requins de l'Atlantique FC   | 1 - 2         | Club africain           | 1 - 0 | 0 - 2  |
| CS La Mancha                 | 1 - 2         | Jeunesse Club d'Abidjan | 0 - 1 | 1 - 1  |
| Cotonsport Garoua            | 0 - 0 4-2 tab | Maranatha FC            | 0 - 0 | 0 - 0  |
| Primeiro de Agosto           | 2 - 2 8-9 tab | Mamelodi Sundowns       | 2 - 0 | 0 - 2  |
| DC Motema Pembe              | 7 - 1         | Renacimiento FC         | 4 - 1 | 3 - 0  |
| Enugu Rangers                | -             | LISCR FC forfait        | -     | -      |

- Le triple tenant du titre, la JS Kabylie et Al Ahly sont exemptés de premier tour et entrent directement en huitièmes de finale.

## Huitièmes de finale
| Équipe 1                | Résultat | Équipe 2            | Aller | Retour |
| ----------------------- | -------- | ------------------- | ----- | ------ |
| Green Buffaloes         | 7 - 1    | Saint-Michel United | 5 - 0 | 2 - 1  |
| SC Kiyovu Sport         | 1 - 2    | Black Rhinos        | 1 - 0 | 0 - 2  |
| ASC Sonacos             | 1 - 1e   | JS Kabylie (T)      | 1 - 1 | 0 - 0  |
| Al Nasr Benghazi        | 1 - 4    | Al Ahly             | 1 - 2 | 0 - 2  |
| FC 105 Libreville       | 3 - 7    | Raja CA             | 2 - 1 | 1 - 6  |
| Jeunesse Club d'Abidjan | 2 - 6    | Club africain       | 2 - 0 | 0 - 6  |
| Mamelodi Sundowns       | 1 - 2    | Cotonsport Garoua   | 1 - 0 | 0 - 2  |
| Enugu Rangers           | 2 - 1    | DC Motema Pembe     | 2 - 0 | 0 - 1  |

## Quarts de finale
| Équipe 1       | Résultat | Équipe 2          | Aller | Retour |
| -------------- | -------- | ----------------- | ----- | ------ |
| Black Rhinos   | 2 - 6    | Raja CA           | 1 - 1 | 1 - 5  |
| (T) JS Kabylie | 1 - 2    | Cotonsport Garoua | 0 - 0 | 1 - 2  |
| Club africain  | 5 - 2    | Green Buffaloes   | 4 - 1 | 1 - 1  |
| Al Ahly        | 0 - 4    | Enugu Rangers     | 0 - 0 | 0 - 4  |

## Demi-finales
| Équipe 1          | Résultat | Équipe 2      | Aller | Retour |
| ----------------- | -------- | ------------- | ----- | ------ |
| Raja CA           | 4 - 3    | Enugu Rangers | 4 - 1 | 0 - 2  |
| Cotonsport Garoua | 4 - 2    | Club africain | 3 - 0 | 1 - 2  |

## Finale
| Aller           | Raja CA                                         | 2 - 0 | Cotonsport Garoua | Stade Mohammed-V, Casablanca                  |                                               |
| 9 novembre 2003 | Mustapha Bidoudane 11e · Mohamed Ali Diallo 72e |       |                   | Spectateurs : 80 000 Arbitrage : Falla N'Doye | Spectateurs : 80 000 Arbitrage : Falla N'Doye |
| 9 novembre 2003 | Rapport                                         |       |                   | Spectateurs : 80 000 Arbitrage : Falla N'Doye | Spectateurs : 80 000 Arbitrage : Falla N'Doye |

| Retour           | Cotonsport Garoua | 0 - 0 | Raja CA | Stade Roumdé Adjia, Garoua                       |                                                  |
| 23 novembre 2003 |                   |       |         | Spectateurs : 25 000 Arbitrage : Reda El Beltagi | Spectateurs : 25 000 Arbitrage : Reda El Beltagi |
| 23 novembre 2003 | Rapport           |       |         | Spectateurs : 25 000 Arbitrage : Reda El Beltagi | Spectateurs : 25 000 Arbitrage : Reda El Beltagi |

## Vainqueur
| Coupe de la CAF Vainqueur 2003   |
| -------------------------------- |
| Raja Club Athletic Premier titre |